# Восстание Стеллинга
Восстание Стеллинга — крупное крестьянское восстание в Саксонии в 841—843 годах. Основную массу восставших составляли фрилинги, то есть свободные общинники, частично оказавшиеся в зависимости, и литы — полусвободное сельское население. Восстание было направлено против установления феодального строя. Лозунгом крестьян был возврат к старым дофеодальным порядкам. Саксы «изгнали из страны почти всех своих господ», в число которых входили франкские — светские и духовные — феодалы и представители верхушки саксонской знати (эделинги), и «стали жить по старине». Отсюда и название движения — восстание «Стеллинга», что переводится как «Дети древнего закона». Восстание было жестоко подавлено Людовиком II Немецким.